# Fædrene æde druer
Fædrene æde druer er en roman fra 1908 af Gustav Wied. Den er filmatiseret med titlen Sort høst i 1993. Den handler om en godsejerslægts nedgang og slutter sig til forfatterens første roman fra 1898, Slægten, og har da også undertitlen Slægten. Opus 2.
Romanens titel er et let ændret bibelcitat fra Jeremias' Bog 31,29-30, der i den danske oversættelse fra 1871 lyder: "I de Dage skulle de ikke mere sige: Fædrene aade sure Druer og Børnenes Tænder bleve ømme; men enhver skal dø for sin egen Misgernings Skyld, hvert Menneske, som æder de sure Druer, hans Tænder skulle blive ømme." I den danske oversættelse fra 1992 hedder det: "I de dage skal man ikke mere sige: Fædrene spiste sure druer, og sønnerne får stumpe tænder. Nej, enhver skal dø for sin egen synd; ethvert menneske, der spiser sure druer, får selv stumpe tænder."
Der henvises til samme ordsprog i Ezekiels Bog 18,2, som i oversættelsen fra 1871 lyder: "Hvordan er det med eder, at I bruge dette Ordsprog udi Israels Land og sig: Fædrene æde sure Druer, men Børnenes Tænder bleve Ømme?" I oversættelsen fra 1992 er det blevet til: "Hvad er det for et ordsprog, I bruger om Israels land: Fædrene spiser sure druer, og sønnerne får stumpe tænder."
Romanen er i 1993 filmatiseret som Sort høst.

## Ekstern henvisning
- Fædrene æde druer Arkiveret 11. marts 2007 hos  Wayback Machine – online udgave fra Arkiv for Dansk Litteratur

| Bog | Spire Denne artikel om bøger og tidsskrifter er en spire som bør udbygges. Du er velkommen til at hjælpe Wikipedia ved at udvide den. |